# アンチモン
アンチモン（安質母、独: Antimon [antiˈmoːn]、英: antimony [ˈæntɨmɵni]、羅: stibium）は原子番号51の元素。元素記号は Sb。常温、常圧で安定なのは灰色アンチモンで、銀白色の金属光沢のある硬くて脆い半金属の固体。炎色反応は淡青色（淡紫色）である。レアメタルの一種。

## 精製法
鉱石からのアンチモンの抽出は、鉱石の品質と組成に依存する。ほとんどのアンチモンは硫化物として産出する。低品位の鉱石はフロス浮選によって選鉱され、選鉱された鉱石は輝安鉱が溶けて脈石鉱物から分離する温度である500〜600度に加熱して製錬される。アンチモンは鉄くずで還元することにより粗硫化アンチモンから分離できる。
Sb2S3 + 3 Fe → 2 Sb + 3 FeS
硫化物を酸化物に変換する。次に揮発性の酸化アンチモン（III）を焙煎して気化させて回収する。この材料は主な用途に直接使用されることが多く、不純物はヒ素と硫化物である。アンチモンは炭素熱還元によって酸化物から分離される。
2 Sb2O3 + 3 C → 4 Sb + 3 CO2
低品位の鉱石は高炉で還元され、高品位の鉱石は反射炉で還元される。

## 用途
アンチモンの生産量の約60％は難燃剤に使用され、20％が鉛電池、残りがすべり軸受、はんだの合金などで使用される。工業材料として多岐にわたる用途に用いられているが、人体に対して毒性の疑いがある（化合物の多くが刺激性のある劇物）ことから、代替素材の開発が進み、徐々に使用が控えられる傾向にある。アンチモン地金は正方形に作られることが多く、上方に輝安鉱のようなシダ状の凸凹模様ができる。これは「スターマーク」と言い、純度の高い物ほど、この模様がはっきりと現れる。もろい金属のため合金として用いられ、16世紀には鏡や活字（活字合金）に用いられていた。

### 難燃剤
主に防炎コンパウンドの三酸化物として使用され、ハロゲン含有ポリマーを除いて常にハロゲン化難燃剤と組み合わせて使用される。三酸化アンチモンの難燃効果は水素原子と反応して酸素原子とOHラジカルとも反応して火災を抑制するハロゲン化アンチモン化合物の形成によって生み出される。
これらの難燃剤の市場には、子供服、おもちゃ、航空機、自動車のシートカバーなどがある。

### 電池
鉛蓄電池の電極への添加は強度及び帯電特性を向上させ電池の性能を向上させる。

### 鉛合金
アンチモンは鉛と非常に有用な合金を形成して硬度と機械的強度を高める。鉛を含むほとんどの用途はさまざまな量のアンチモンが合金金属として使用される。また、一般的な熱膨張特性に反して溶融状態から冷え固まる際に膨張する特性を利用し活字合金などヒケ（収縮による凹みや歪み）を防止する高精度鋳物を作れる。大型の帆走スーパーヨットの場合は船底のバラストとして鉛キールが使用される。鉛キールの硬度と引張強度を向上させるために2〜5体積%のアンチモンが鉛に混合される。銃弾の弾頭の鉛への添加（硬鉛）、電気ケーブル、鉛ハンダ、オルガンパイプなどがある。

### 清澄剤
ガラス製造工程で、溶融したガラスに三酸化物を混和する事で、泡抜きを助け、製品の透明度を高める。

## 毒性
周期律表でヒ素の下に位置し、化学的性質に類似性がある。「ヴァレンティヌス文書」などを始め古典的著作には毒性が認められてきた元素である。
急性アンチモン中毒の症状は、著しい体重の減少、脱毛、皮膚の乾燥、鱗片状の皮膚である。また、血液学的所見では好酸球の増加が、病理的所見では心臓、肝臓、腎臓に急性の鬱血が認められる。このほか、アンチモン化合物は、皮膚や粘膜への刺激性を有するものが多く、日本では毒物及び劇物取締法及び毒物及び劇物指定令によりアンチモン化合物及びこれを含有する製剤は硫化アンチモンなど一部の例外を除いて劇物に指定されている。
19世紀のイギリスで義母・弟・子供など多くの人物を毒殺した疑いのあるウィリアム・パーマーの妻アン(1854年9月死亡)の遺体からアンチモンが検出されている。
同じくイギリスの毒殺連続殺人犯であるグレアム・ヤング( 1947年~1990年) は少年時代からアンチモンを「小さな相棒」と呼ぶほど溺愛しており、家族や友人、同級生や同僚など彼の人生に関わったほぼ全ての人間に致死量のアンチモンを摂取させて中毒症状に陥れた。立件された殺害数は3名のみだが、彼の関与が強く疑われるも証拠不十分となった死亡事件や重度の後遺症から後に自殺や病死をした被害者も数多い。

## 化合物
- 硫化アンチモン (Sb2S3)
- 三酸化アンチモン（アンチモン白）(Sb2O3)
- 五酸化アンチモン（英語版） (Sb2O5)
- 三塩化アンチモン（アンチモンバター）(SbCl3)
- アンチモン酸鉛（アンチモンイエロー）(Pb3(SbO4)2)
- スチビン (SbH3)
- 五フッ化アンチモン (SbF5) - 強力なルイス酸。フルオロスルホン酸との混合物であるマジック酸は最強の超酸として知られる。
- 酒石酸アンチモニルカリウム（三水和物）（英語版）（吐酒石）(K2Sb2(C4H2O6)2•3H2O)
- アンチモン化インジウム (InSb) - III-V族半導体

## 産地
中国の湖南省が世界の主産地で、他に広東省、貴州省などにも輝安鉱の鉱山がある。最大の鉱山は湖南省の錫鉱山であるが、その名が示す通り、昔はスズと混同されていた。なお、中国語の方言では、アルミニウムをアンチモンやスズと混同して呼ぶ例も見られる。
日本において本格的に採掘が開始されたのは明治時代以降である。愛媛県・市ノ川鉱山、兵庫県・中瀬鉱山（金山として開発され、第二次世界大戦後にアンチモンが主力となった）、山口県・鹿野鉱山等が開発された。とくに市ノ川鉱山は美晶の輝安鉱が産出されることが海外にも知られ、製錬所も建設された。しかし、資源枯渇や生産コストの問題から現在は全て輸入となっている。また、鉱石による輸入は1990年代に終了し、全量が地金及び地金屑、あるいは三酸化アンチモン等化合物による輸入である。
2011年5月、鹿児島湾の海底で総量約90万トンと推定されるアンチモンの鉱床が、岡山大学や東京大学、九州大学らの研究グループにより発見されたと報道された。2010年の日本国内販売量約5千トンから計算すると、約180年分がまかなえる量。
| 国             | トン     | 構成比 |
| -------------- | -------- | ------ |
| 中国           | 120,937  | 78.3   |
| ロシア         | 10,000   | 6.5    |
| ボリビア       | 5,052    | 3.3    |
| タジキスタン   | 3,945    | 2.6    |
| ミャンマー     | 3,836    | 2.5    |
| オーストラリア | 3,275    | 2.1    |
| 南アフリカ     | 2,615    | 1.7    |
| 7か国小計      | 149,660  | 96.9   |
| 世界合計       | 154,3978 | 100.0  |
| 産出国 出典：  |          |        |

## 歴史
アンチモン化合物は古代より顔料（化粧品）として利用され、最古のものでは有史前のアフリカで利用されていた痕跡が残っている。
西洋史においてはドイツ・エルフルトのベネディクト会修道院長、医師、錬金術師であるBasil Valentineが著したとされる『太古の偉大なる石』『自然・超自然の存在』『オカルト哲学』『アンチモン凱旋車』など「ヴァレンティヌス文書」にアンチモンの記述が見出される。しかし、ベネディクト会の記録にはバシリウス・ウァレンティウスが存在したという記録はない。また、16世紀にテューリンゲンの参事官かつ製塩業者であるヨハン・テルデが編纂出版しているが、実際にはウァレンティウスは存在せず彼の著作であるという説がある。
『アンチモンの凱旋車』でワインより生じる「星状レグレス」と呼ばれる結晶が記述されているが、これは酒石酸アンチモニルカリウム（三水和物）の結晶であると推定される。またアンチモンの毒性について「ヴァレンティヌス文書」で述べられている。
日本最古の銅銭である富本銭（683年頃）に、アンチモンが銅の融解温度を下げ鋳造を易しくするとともに、完成品の強度を上げるために添加されている。

## 名称
アンチモン（Sb）の元素記号Sbは輝安鉱（三硫化二アンチモン、Sb2S3）を意味するラテン語 Stibium を省略して、イェンス・ベルセリウスが使用し始めた。古代において、アンチモンを指す言葉は、主に硫化アンチモンを主成分とするコール（khol）を意味していた。日本では、英語の読み方を採用してアンチモニー（安質母尼）と表記されている事もある（合金としてのアンチモニーについては後述）。

### 語源
アンチモンの名称の元々の起源は諸説あり、いまだ定説がない。しかし、現代語および後期ビザンチン・ギリシャ語におけるアンチモンの名称は、中世ラテン語形であるantimoniumに由来することが分かっている（アラビア語起源説を参照）。
その起源については、いくつかの説が提唱されている。

#### ギリシャ語起源説
ギリシャ語で「孤独嫌い」を意味するanti-monosに由来するという説がある。これは、アンチモンが自然界において単体では産出せず、必ず他の元素と化合した合金で発見されるという事実を反映していると考えられる。ただし、古代ギリシャ語では、否定を表す接頭辞として α- ("not") を用いるのがより自然であるため、この説には疑問が残る。Edmund Oscar von Lippmannは、仮説的なギリシャ語 ανθήμόνιον (anthemonion) を提唱している。これは「小花」を意味し、Lippmann は化学的あるいは生物学的な風解（または白華）を記述する関連ギリシャ語の例を複数挙げている（ただし、anthemonion自体は含まれない）。

#### アラビア語起源説
11世紀頃（1050～1100年）にコンスタンティヌス・アフリカヌスによって翻訳されたアラビア語の医学書に、すでにantimoniumという語が使われていたことから、antimoniumという語はアラビア語に由来する可能性も指摘されている。この説を支持する研究者の一人であるMax Meyerhof は、antimoniumはアラビア語のithmidまたはathmoudが、中世の「野蛮なラテン語翻訳（traductions barbaro-latines）」によって誤って訳されたものだと主張している。また、Oxford English Dictionaryもアラビア語起源説を有力視しており、ithmid を語源とするならば、athimodium、atimodium、atimoniumといった中間的な形を経由した可能性を示唆している。ちなみに、アラビア語では、アンチモンは現在でもإثمد (ithmid)と表記されている。過去には、athmoud、othmod、uthmod などと表記されていた。
その他にも、更に深堀りをして、アラビア語でメタロイドを指すathimarや、ギリシャ語のstimmiに由来するか、またはそれと同等の意味を持つ仮説的な as-stimmi などの可能性が考えられている。Émile Littréは、最も初期の形式であるithmidは、ギリシャ語stimmiの対格であるstimmidaに由来すると示唆している。また、エジプトでは、アンチモンはmśdmtまたはstmと呼ばれていたが、ギリシャ語の στίμμι (stimmi) は、紀元前5世紀のアッティカの悲劇詩人によって使用されており、アラビア語またはエジプト語のstmからの借用語である可能性がある。

#### 俗説
フランス語のantimoineに基づいた、「修道士殺し」を意味する anti-monachos という語に由来するという説がある。これは、初期の錬金術師の多くが修道士であり、一部のアンチモン化合物が毒性を持つという事実によって説明される。なお「ある修道会で豚にアンチモンを与えたら（駆虫薬として働き）豚は丸々と太った。そこで栄養失調の修道士に与えたところ、太るどころではなく死んでしまった。それゆえアンチ・モンク（修道士に抗する）という名が与えられた」という逸話があるが、俗説であろうと考えられている。

### アンチモニー (合金)
日本語でアンチモニーと呼ばれる場合、この元素（英語名）ではなくこの元素を含む合金の一種を指す場合がある。
合金としてのアンチモニーは、鉛80%〜90%、アンチモン10%〜20%、このほか用途により錫（スズ）を少々混ぜた合金のことをいう。合金としてのアンチモニーの地金を鋳造加工した製品をアンチモニー製品、その産業をアンチモニー産業という。
合金としてのアンチモニーは鋳物表面（鋳肌）が平滑で、冷却後の収縮が少なく、メッキの乗りも良いといった特性がある。小皿、優勝カップ、トロフィー、メダルなどに利用される。